# Абазия
Абази́я (от др.-греч. ἀ- — приставка со значением отсутствия и βάσις — ходьба) — потеря способности ходить, в основном при заболеваниях нервной системы, связанная с расстройствами равновесия тела или с двигательными нарушениями нижних конечностей. Паралич нижних конечностей отсутствует и больной может совершать соответствующие действия, в необходимом объёме и с достаточной силой, лёжа. Чаще всего встречается при диссоциативных (конверсионных) расстройствах (ранее называвшихся истерией), а именно при диссоциативных двигательных расстройствах (F44.4), при двигательных расстройствах нижних конечностей и расстройстве равновесия (в частности корковой атаксии). Часто сопровождается астазией (потерей возможности стоять).
Различают хореическую, паралитическую, спастическую и треморную формы абазии.